# 鐵甲奇俠飛行之旅
鐵甲奇俠飛行之旅（英語：Iron Man Experience）是一個位於香港迪士尼樂園明日世界內的遊樂設施，在2017年1月11日開幕。「鐵甲奇俠飛行之旅」取材自漫威漫畫旗下的超級英雄角色鋼鐵人，是全球首個以漫威漫畫角色為主題的迪士尼景點 。

## 故事
在2010年的紐約史塔克科技展的幾年後，「鋼鐵人」東尼·史塔克決定於香港迪士尼樂園的明日世界園區內舉行「史塔克科技展」，賓客有機會登上「鐵甲號」遊覽香港，並俯瞰最新的香港史塔克廣場大樓。但途中將遇到由阿尼姆·索拉所領導的犯罪組織九頭蛇向香港發動襲擊，賓客可以跟鋼鐵人並肩歷險合力對抗邪惡勢力，開展一場英雄式的驚天大戰。

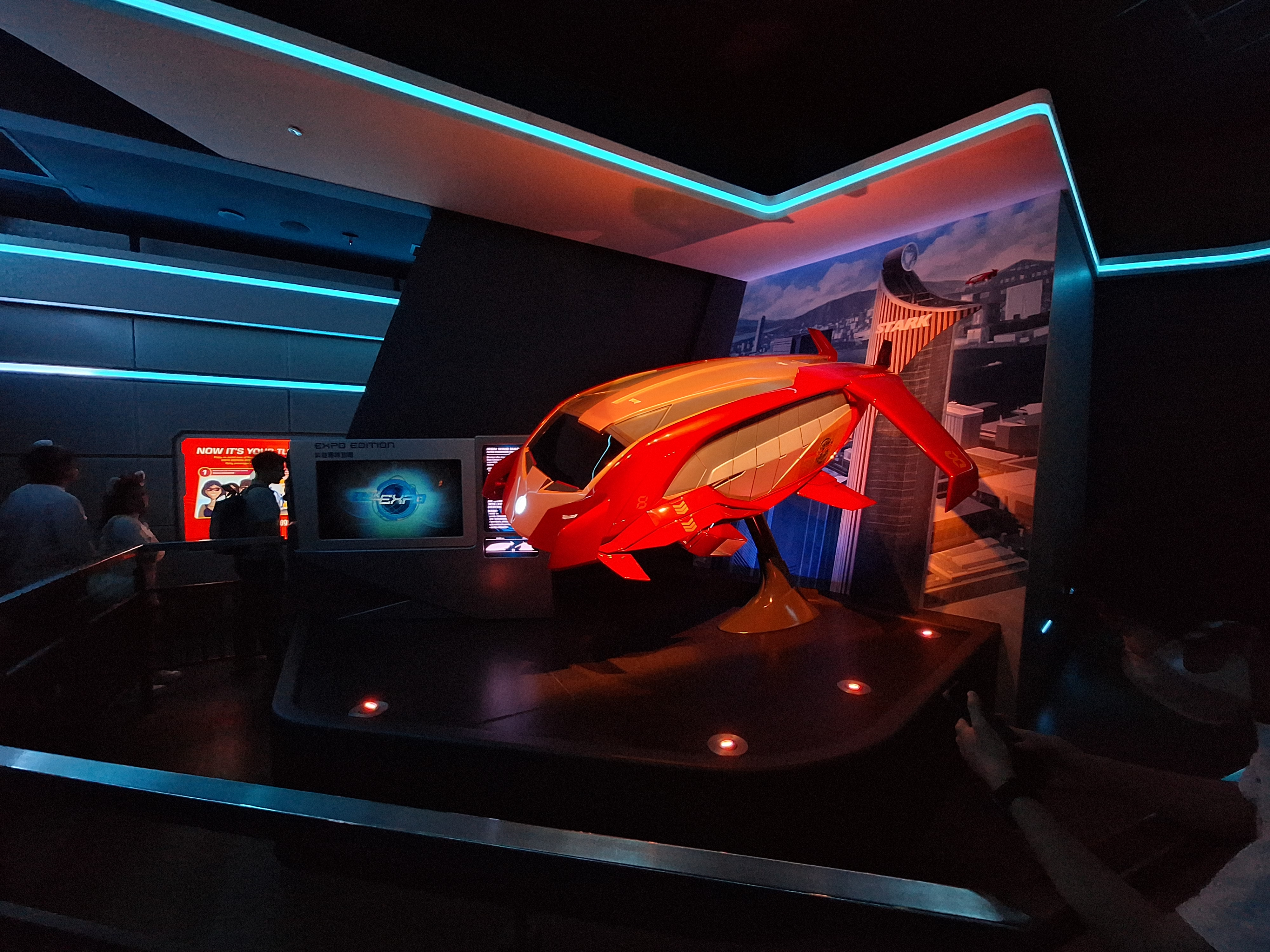
「鐵甲號」載人飛行車
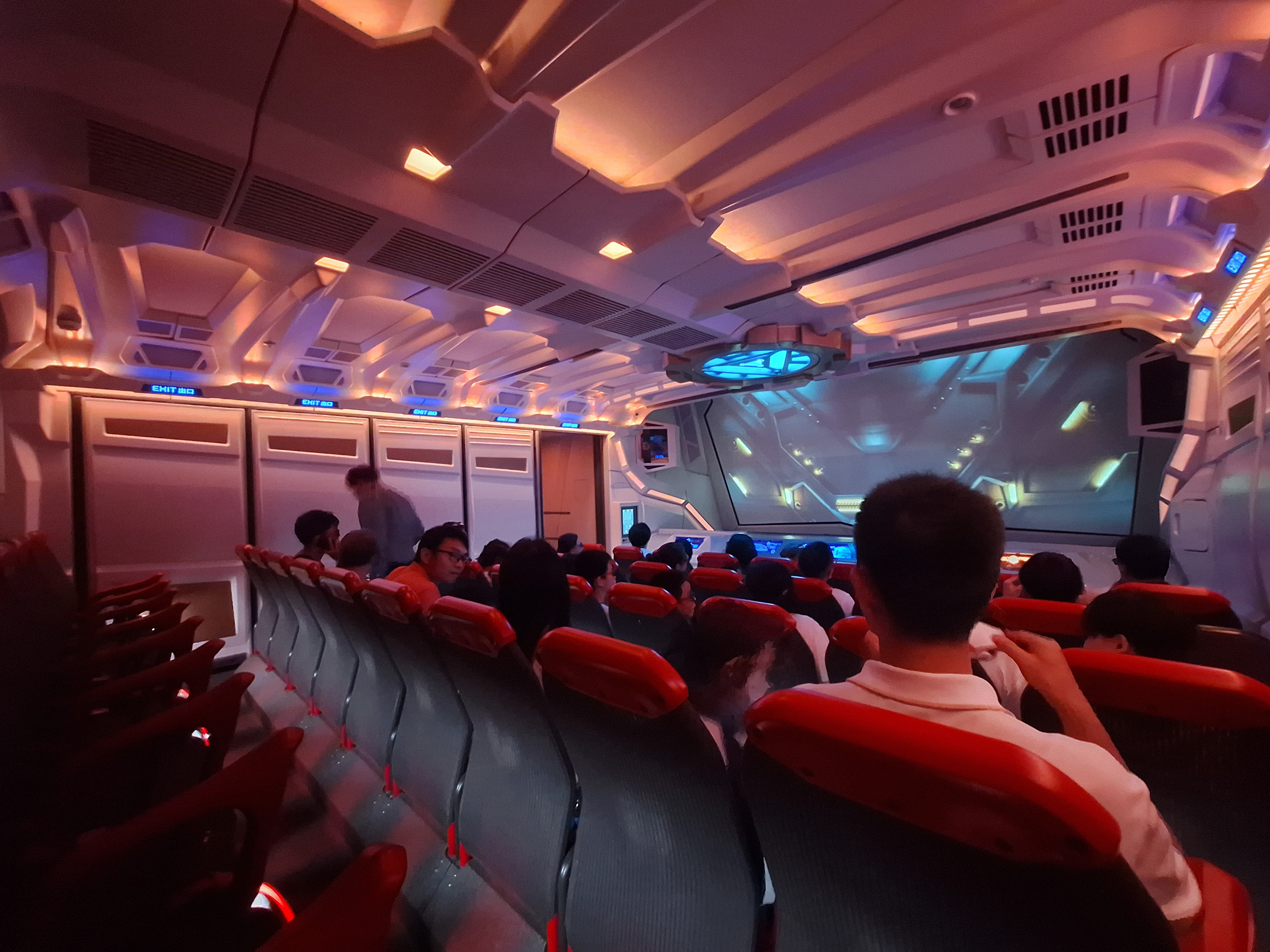
「鐵甲號」機艙內部

### 史塔克科技展
整個「史塔克科技展」分為多個大型展廳：
- 「歷程展廳」，透過霍華·史塔克的發明了解史塔克工業的發展史。
- 「防禦展廳」，一睹鋼鐵人的三型裝甲及眾多從未見的防衛科技。
- 「能源展廳」，展示出為整個香港提供潔淨能源的「弦反應能源器」。
- 「動能展廳」，將會見到史塔克工業最新的科技鉅獻──「鐵甲號」飛行車。

賓客可以在「鋼鐵人裝備展」（Iron Man Tech Showcase）與鋼鐵人會面。
「史塔克科技旗艦店」（EXPO Shop）裡設有「鋼鐵人模擬裝甲」互動體感遊戲，賓客可一嘗穿上鋼鐵人的裝甲的滋味。

## 發展
2013年2月27日，香港財政司司長曾俊華表示，迪士尼樂園落實會在本港興建全球首個以「漫威」漫畫英雄為主題的新園區。
2013年10月8日，迪士尼樂園及度假區主席湯世德在香港宣佈將會在香港迪士尼樂園內興建鐵甲奇俠總部。它將會是明日世界的一部份。設施會包括鐵甲奇俠的裝甲室。另外賓客亦可以乘坐東尼·史達所設計的飛船，以香港為背景，與鐵甲奇俠一起迎戰外星侵略者。賓客亦可以與鐵甲奇俠合照。預料興建成本超過10億港元。 鐵甲奇俠總部將為香港獨有。

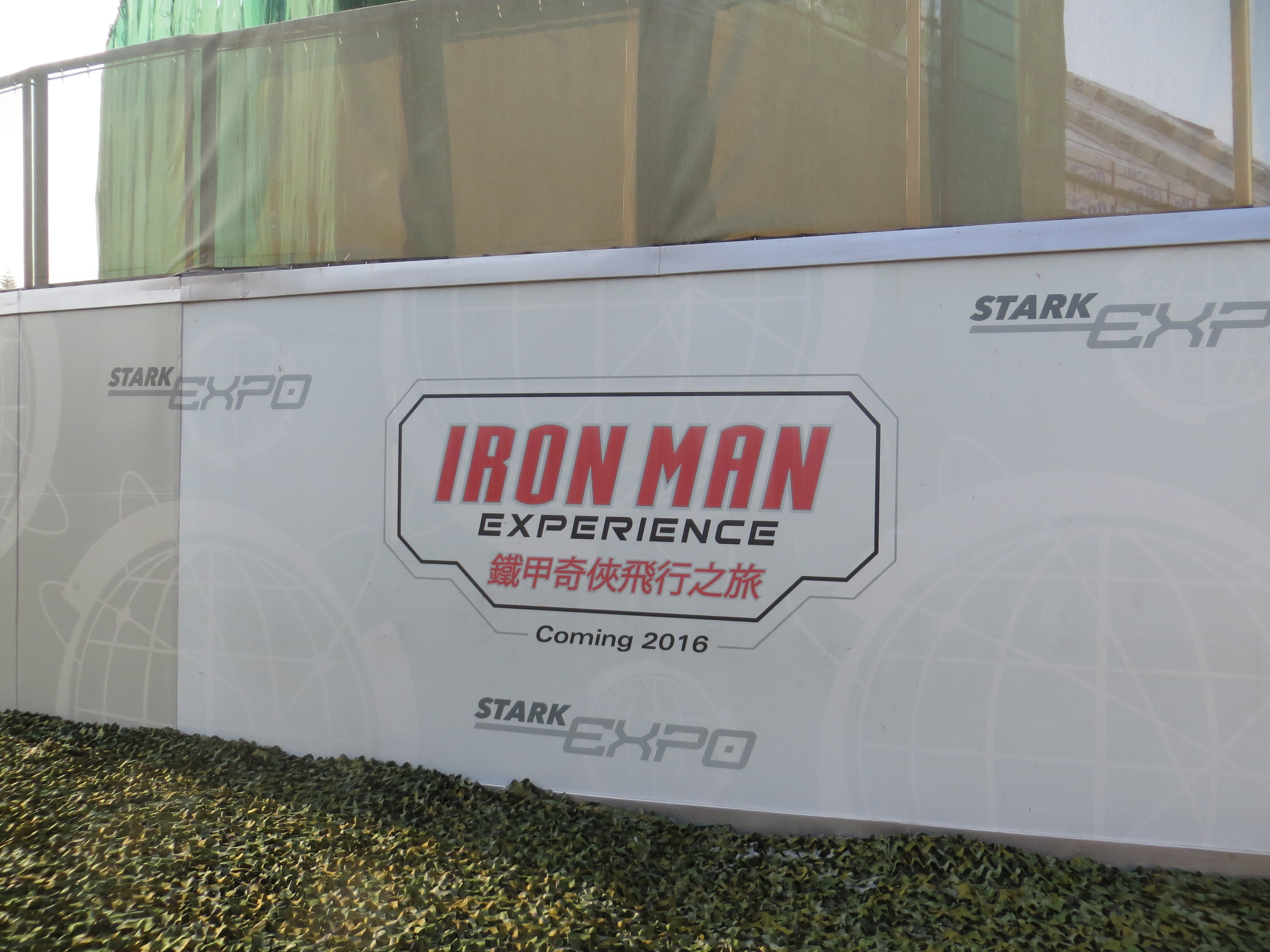
鐵甲奇俠飛行之旅建築工程圍板。

2015年8月15日，在美國舉行的兩年一度迪士尼博覽會，介紹香港迪士尼樂園「鐵甲奇俠飛行之旅」動感飛船項目計劃，並播出約30秒宣傳片，當中主角「鐵甲奇俠」東尼史達（Tony Stark）來到香港島街頭與外星敵人激戰，並飛越港島地標及街道，片中以3D動畫展示港島商場、街道實貌；模擬場景亦把東尼史達的科技公司總部移師至西九文化區。迪士尼樂園表示，有關工程已平頂，預計可於2016年底開幕。
2016年5月16日，香港迪士尼樂園宣布，「鐵甲奇俠飛行之旅」已進入系統測試階段，建造工程接近完成，並訂於年底在明日世界的全新漫威主題區開幕。
2016年10月22日，史達科技展內的「史達科技旗艦店」率先開張營業。
2016年12月16日至21日，舉行了「奇妙處處通」會員「鐵甲奇俠飛行之旅」預覽日 

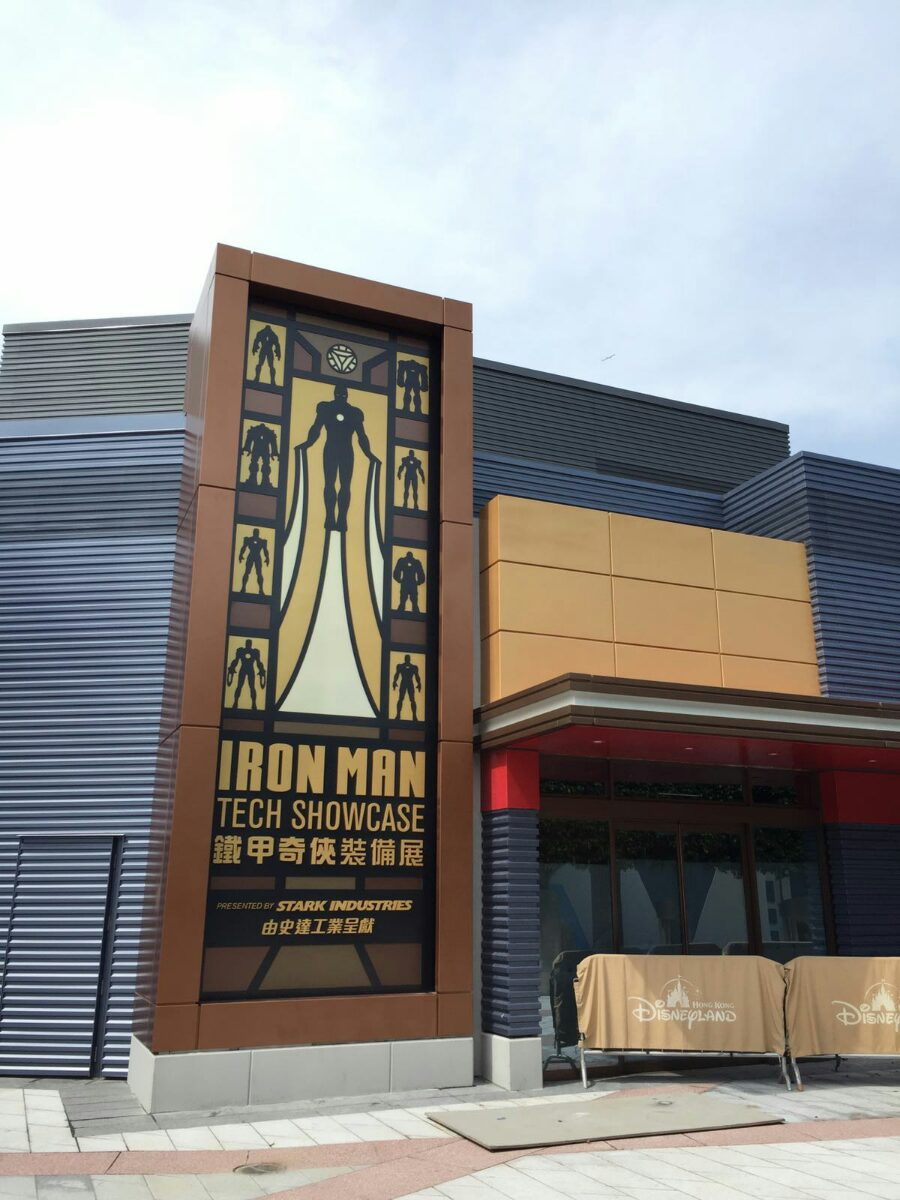
鐵甲奇俠裝備展

2016年12月23日，「史達工業」（Stark Industries）安排上午10時至下午6時期間 分別開放「鐵甲奇俠飛行之旅」（“Iron Man Experience”）和「史達工業呈獻：鐵甲奇俠裝備展」（“Iron Man Tech Showcase – Presented by Stark Industries”），讓所有入園的賓客 率先預覽及探索「史達工業」最創新的科技發明。
2016年12月23日至2017年1月8日，賓客有機會率先參加園方在不同時段驚喜地開放的「鐵甲奇俠飛行之旅優先體驗」，讓有幸的賓客優先體驗遊樂設施。
2017年1月10日，香港迪士尼樂園為「鐵甲奇俠飛行之旅」舉行開幕禮。
2017年1月11日，「鐵甲奇俠飛行之旅」正式開幕。